# Storfinnforsen
Storfinnforsen är en ort vid Faxälven i Ramsele socken i Sollefteå kommun. Orten ligger i anslutning till Storfinnforsens kraftverk.
1950 benämnde  SCB området Finfors och räknade det som en tätort med en befolkning på 770 personer. Observera dock att definitionen av en tätort 1950 såg annorlunda ut mot hur den kom att se ut från 1960 och framåt. 294 av 354 som då hade ett förvärvsarbete, var sysselsatta inom vad som betecknades som "byggnadsverksamhet". 1960 räknade SCB en folkmängd på 213 och 1970 hade tätorten upplösts, då folkmängden minskat till under 200 personer.
Byn Flyn ligger cirka en kilometer öster ut längs Faxälven.